# Europäische Bürgerinitiative
Die Europäische Bürgerinitiative (EBI) ist ein durch den Vertrag von Lissabon beschlossenes, leicht an direktdemokratische Verfahren angelehntes Instrument der politischen Teilhabe in der Europäischen Union.
Durch sie können die Unionsbürger erzwingen, dass sich die Europäische Kommission mit einem bestimmten Thema befasst. Hierfür müssen in zwölf Monaten insgesamt eine Million gültige Unterstützungsbekundungen in sieben EU-Mitgliedstaaten gesammelt werden.
Der Anwendungsbereich der Bürgerinitiative ist auf die der Europäischen Kommission gemäß EU-Vertrag und AEU-Vertrag (Vertrag über die Arbeitsweise der Europäischen Union) zugewiesenen Kompetenzen beschränkt. Nach Ansicht der Kommission dürfen Europäische Bürgerinitiativen keine Vertragsreform fordern, etwa über den Beitritt neuer EU-Mitgliedstaaten oder über die Neuverteilung der politischen Kompetenzen innerhalb der EU.
Die Bürgerinitiative ergänzt das seit dem Vertrag von Maastricht (1993) bestehende Petitionsrecht beim Europäischen Parlament sowie das Beschwerderecht beim Europäischen Bürgerbeauftragten (seit 1995). Von ihr kann seit dem 1. April 2012 Gebrauch gemacht werden.

## Einordnung der Bürgerinitiative
Die Europäische Bürgerinitiative weist sowohl direktdemokratische Merkmale als auch jene einer Petition auf, wodurch es sich von anderen Initiativverfahren, beispielsweise der deutschen Volksinitiative oder dem österreichischen Volksbegehren, unterscheidet.
Typisch für ein direktdemokratisches Initiativverfahren ist die befristete Sammlung einer vorgegebenen Zahl von Unterstützungsbekundungen und die Beschränkung auf öffentliche Anliegen von allgemeinem Interesse, wie sie bei der europäischen Bürgerinitiative gegeben sind. Äußerst ungewöhnlich ist hingegen, dass sich die europäische Bürgerinitiative an die Exekutive (Europäische Kommission) wendet, wohingegen sich direktdemokratische Verfahren in aller Regel an das jeweilige Parlament (Legislative) richten. In Bezug auf die Art der Behandlung einer Bürgerinitiative durch die EU-Kommission gleicht diese einer Petition: So muss sich diese mit einer erfolgreich zustande gekommenen Bürgerinitiative lediglich beschäftigen und eine Stellungnahme zu ihr abgeben (vergleichbar einem Petitionsausschuss), sie hat aber keine darüber hinausgehenden Handlungspflichten.

## Entstehung und Wirksamkeit

### Entstehungsprozess
Die rechtlichen Grundlagen der Bürgerinitiative sind in Art. 11 Abs. 4 EU-Vertrag festgehalten, der sich ansonsten mit dem Dialog der EU-Organe mit der Zivilgesellschaft befasst. In Art. 24 AEU-Vertrag, der verschiedene mit der Unionsbürgerschaft verbundene Rechte auflistet, finden sich nähere Bestimmungen, nach denen die genauen Bedingungen und Verfahren der Bürgerinitiative durch EU-Verordnungen festgelegt werden.
Den ersten Anstoß zur praktischen Einführung der Bürgerinitiative unternahm das Europäische Parlament am 7. Mai 2009 mit der Aufforderung zur Ausarbeitung einer entsprechenden Verordnung an die Europäische Kommission. Die Verabschiedung einer solchen Verordnung wurde von der Europäischen Kommission am 11. November 2009 mit der Veröffentlichung eines Grünbuchs zur Bürgerinitiative eingeleitet. Ziel war es, von allen Interessenten und Interessengruppen Meinungen und Vorschläge zur praktischen Umsetzung einzuholen. Am 31. März 2010 legte sie dem Rat und dem Europäischen Parlament einen Vorschlag für eine Verordnung zur Europäischen Bürgerinitiative vor. Der Rat für Allgemeine Angelegenheiten erarbeitete seinerseits am 14. Juni 2010 einen generellen Ansatz zum Kommissionsvorschlag, dem sich das Europäische Parlament am 15. Dezember 2010 anschloss.
Am 15. Dezember 2010 hat das Europäische Parlament mit 628 Ja-Stimmen gegen 15 Nein-Stimmen und 24 Enthaltungen die Verordnung zur konkreten Ausgestaltung der Bürgerinitiative angenommen. Der Rat der Europäischen Union hat der Verordnung am 14. Februar 2011 zugestimmt. Am 17. November 2011 hat die Kommission die Durchführungsverordnung zur Festlegung der technischen Spezifikationen für Online-Sammelsysteme gemäß Artikel 6 Absatz 5 der EBI-Verordnung erlassen.
Die europäische Bürgerinitiative trat schließlich zum 1. April 2012 europaweit in Kraft.

### Umsetzung in Deutschland und Österreich
Zur Umsetzung der Verordnung in deutsches Recht bzw. zur Festlegung der Durchführungsbestimmungen wurde Anfang November 2011 ein entsprechendes Gesetz in den Deutschen Bundestag eingebracht und dort am 15. Dezember 2011 angenommen. Am 10. Februar 2012 erfolgte dann die Bestätigung durch den Bundesrat.
In Österreich erfolgte die Umsetzung in nationales Recht durch Nationalratsbeschluss am 29. Februar 2012. Das Gesetz wurde ohne Beanstandung vom Bundesrat bestätigt. Das Gesetz regelt unter anderem die Überprüfung und die Bescheinigung von Unterstützungsbekundungen durch die Bundeswahlbehörde, enthält Vorgaben für Online-Sammelsysteme und sieht eine Anfechtungsmöglichkeit von Entscheidungen der Wahlbehörde beim Verfassungsgerichtshof sowie Verwaltungsstrafen für die Organisatoren im Falle falscher Erklärungen vor. Im Falle des Stimmenkaufs, einer etwaigen Wahlfälschung oder ähnlicher Delikte sollen die gleichen strafrechtlichen Bestimmungen wie für innerösterreichische Volksbegehren gelten. Auch Datenmissbrauch wird dem Entwurf zufolge geahndet.

### Reform der Europäischen Bürgerinitiative 2018/2019
2018 wurde zwischen dem Rat der Europäischen Union, der Europäischen Kommission und dem Europäischen Parlament ein Reformkompromiss über die EBI erzielt. Die Bürgerbewegung WeMove.EU strengte eine Petition gegen den Entwurf an, weil sie die Gefahr sah, dass andere Softwareinstrumente zum Sammeln von Stimmen für Bürgerinitiativen als die im Reformprozess erarbeitete EU-Software nicht mehr eingesetzt werden dürfen und dadurch bestimmte Initiativen erschwert würden. In der schließlich angenommenen Fassung (Regulation (EU) 2019/788) blieb die Möglichkeit der Nutzung einer eigenen Sammelsoftware jedoch bestehen. Im Jahr 2023 veröffentlichte die EU-Kommission einen Bericht über die Anwendung der veränderten Regulierung zur Europäischen Bürgerinitiative.

### Wirksamkeit
Rechtlich schränkt der Lissabonner Vertrag die Initiative nur durch zwei Vorgaben ein: Erstens, muss die Initiative mit den europäischen Verträgen konsistent sein und darf höherrangigem europäischen Recht nicht widersprechen. Zweitens, muss sich die Initiative im Rahmen der Befugnisse der EU-Kommission bewegen. Diese besitzt in fast allen Politikbereichen das Initiativrecht. Somit sind die Initiatoren einer europäischen Bürgerinitiative kaum eingeschränkt.
Die rechtliche Grundlage für die Europäische Bürgerinitiative bildet Art. 11 Abs. 4 EUV, allerdings ist die rechtliche Auslegung dieses Artikels umstritten.
Die herrschende Meinung in der Rechts- wie auch Politikwissenschaft geht davon aus, dass die Europäische Kommission verpflichtet ist, sich mit dem Anliegen der Bürger auseinanderzusetzen, jedoch nicht zwingend einen Rechtsaktsentwurf ausarbeiten muss, das heißt, es ist auch eine begründete Ablehnung entsprechender Maßnahmen zur Umsetzung des Anliegens möglich. Für die Kommission besteht also bloß eine Befassungspflicht. Der Bürger kann in Berufung auf Art. 11 Abs. 4 den Meinungsbildungsprozess innerhalb der Kommission beeinflussen, jedoch nicht leiten. In der praktischen Bedeutung ist die Europäische Bürgerinitiative in dieser Interpretation am ehesten mit dem politischen Initiativrecht vergleichbar. Diese Interpretation wird zudem von der Europäischen Kommission selbst vertreten.
Davon etwas abweichend gibt es die Auffassung, dass die Kommission zwar den grundlegenden Gedanken der Bürgerinitiative aufnehmen muss, diesen jedoch modifizieren kann. So ist die Kommission in der genauen Ausgestaltung und Auswahl der Rechtsgrundlage frei, solange sie sich inhaltlich an den Vorgaben der Unionsbürger orientiert. Die Europäische Bürgerinitiative ist demnach dem Charakter eines Volksbegehrens ähnlich, hat allerdings nicht dessen volle rechtliche Konsequenzen.
Die dritte vertretene Interpretation besagt, dass die Kommission dazu verpflichtet ist, dem Auftrag der Unionsbürger Folge zu leisten und einen entsprechenden Gesetzesentwurf anzufertigen. Dabei wird ihr selbst kein Mitspracherecht eingeräumt. Der Kommission kommt lediglich die Aufgabe zu, zu prüfen, ob das Verfahren rechtmäßig abgelaufen ist. Nicht nur die vorherrschende Meinung, auch die bisherige Praxis widersprechen dieser Auslegung jedoch.

## Ablauf einer Bürgerinitiative
| Mitgliedstaat | Amtssprache/n                        | Mindestzahl Unterzeichnende ab dem 01/02/2020 |
| ------------- | ------------------------------------ | --------------------------------------------- |
| Belgien       | Französisch, Niederländisch, Deutsch | 14 805                                        |
| Bulgarien     | Bulgarisch                           | 11 985                                        |
| Dänemark      | Dänisch                              | 9 870                                         |
| Deutschland   | Deutsch                              | 67 680                                        |
| Estland       | Estnisch                             | 4 935                                         |
| Finnland      | Finnisch Schwedisch                  | 9 870                                         |
| Frankreich    | Französisch                          | 55 695                                        |
| Griechenland  | Griechisch                           | 14 805                                        |
| Irland        | Englisch Irisch                      | 9 165                                         |
| Italien       | Italienisch Deutsch                  | 53 580                                        |
| Kroatien      | Kroatisch                            | 8 460                                         |
| Lettland      | Lettisch                             | 5 640                                         |
| Litauen       | Litauisch                            | 7 755                                         |
| Luxemburg     | Französisch Deutsch                  | 4 230                                         |
| Malta         | Maltesisch Englisch                  | 4 230                                         |
| Niederlande   | Niederländisch                       | 20 445                                        |
| Österreich    | Deutsch                              | 13 395                                        |
| Polen         | Polnisch                             | 36 660                                        |
| Portugal      | Portugiesisch                        | 14 805                                        |
| Rumänien      | Rumänisch                            | 23 265                                        |
| Schweden      | Schwedisch                           | 14 805                                        |
| Slowakei      | Slowakisch                           | 9 870                                         |
| Slowenien     | Slowenisch                           | 5 640                                         |
| Spanien       | Spanisch                             | 41 595                                        |
| Tschechien    | Tschechisch                          | 14 805                                        |
| Ungarn        | Ungarisch                            | 14 805                                        |
| Zypern        | Griechisch                           | 4 230                                         |

Die Europäische Kommission kann durch Unterstützungsbekundungen von mindestens einer Million Unionsbürger aus mindestens einem Viertel (derzeit: sieben) Mitgliedstaaten aufgefordert werden, einen Rechtsakt zu einem Thema vorzuschlagen, zu dem es nach Ansicht der Initiatoren einer Regelung bedarf. Die Unionsbürger werden damit in Bezug auf das Aufforderungsrecht auf dieselbe Stufe gestellt wie das Europäische Parlament und der Rat der Europäischen Union, die dieses Recht nach Art. 225 bzw. Art. 241 AEU-Vertrag genießen.
Die Europäische Kommission ist verpflichtet, beim Sammeln der Unterschriften durch Informationsdarbietung zu helfen, sie behält aber weiterhin das alleinige Initiativrecht. Selbst wenn eine Bürgerinitiative alle Kriterien erfüllt, ist die Kommission daher rechtlich nicht verpflichtet, die Bürgerinitiative tatsächlich in eine Gesetzesinitiative umzusetzen. Der Formulierung des Kommissars für institutionelle Beziehungen Maroš Šefčovič zufolge hat die Kommission „drei Möglichkeiten. Entweder wir folgen der Initiative, wir machen Änderungen bei unseren Texten oder wir machen gar nichts“. Die Kommission muss zwingend eine öffentliche Stellungnahme abgeben, wie mit den Forderungen der Bürgerinitiative weiter verfahren wird.

### Registrierung der Initiative
Die Gründungsverträge setzen der Bürgerinitiative inhaltlich Grenzen: Die Bürgerinitiative muss mit den bestehenden europäischen Verträgen konsistent sein und sich im Rahmen der Befugnisse der Europäischen Kommission bewegen. Um die Einhaltung dieser Vorgaben sicherzustellen, muss jede Bürgerinitiative zunächst bei der Europäischen Kommission zur Registrierung eingereicht werden. Bürgerinitiativen, die diese inhaltlichen Vorgaben nicht einhalten, wird die Registrierung in einer öffentlich einsehbaren Begründung verweigert. Ursprünglich war vorgesehen, dass eine Zulässigkeitsprüfung erst nach der Sammlung von 300.000 Unterschriften erfolgt. Nach Protesten seitens des Europäischen Parlaments, das in diesem Vorgehen eine unnötige Erschwernis für die Bürger sah, wurde die Zulässigkeitsprüfung an den Beginn des Verfahrens vorgezogen.
Die Registrierung muss durch einen „Bürgerausschuss“, der aus Personen aus mindestens sieben verschiedenen Mitgliedstaaten besteht, erfolgen. Die Kommission hat bis zu zwei Monate Zeit, einen Registrierungsantrag zu prüfen. Sollen Unterstützungserklärungen auch über das Internet gesammelt werden, muss zusätzlich das Online-Sammelsystem in einem der Mitgliedstaaten zertifiziert werden. Die jeweils zuständige nationale Stelle hat für die Zertifizierung einen Monat Zeit. Die technischen Spezifikationen für Online-Sammelsysteme hat die Kommission in einer eigenen Durchführungsverordnung festgelegt und darüber hinaus eine konforme Open-Source-Software entwickeln lassen, die für einen nicht festgelegten Übergangszeitraum auf Servern der EU gehostet werden kann.

### Sammlung der Unterstützungserklärungen
→ siehe auch EU (e-Collecting), elektronische Unterschriftensammlung, auf e-Voting
Nach der Zulässigkeitsprüfung und Registrierung durch die Kommission kann die Initiative in schriftlicher Form und online mit der Sammlung von Unterschriften beginnen. Die Initiatoren haben dann zwölf Monate Zeit, um die erforderliche Anzahl von einer Million Unterschriften zu sammeln. Um eine gesamteuropäische Relevanz sicherzustellen, müssen die abgegebenen Stimmen aus mindestens einem Viertel der EU-Mitgliedstaaten stammen. Um zu diesem Viertel mitgezählt zu werden, muss in dem jeweiligen Mitgliedstaat eine Mindestanzahl von gültigen Unterschriften erreicht werden, die in etwa dem 750-fachen der Anzahl der Mitglieder des Europäischen Parlamentes dieses Staates beträgt. So ist die Mindestanzahl von Staat zu Staat verschieden, wobei sie nach dem Prinzip der degressiven Proportionalität in kleinen Mitgliedstaaten prozentual zur Bevölkerung höher ist als in großen.

### Überprüfung der Unterstützungserklärungen
Nach der Einreichung der Unterschriften prüfen die Mitgliedstaaten die Gültigkeit der Unterstützungsbekundungen ihrer jeweiligen Staatsbürger, wofür sie drei Monate Zeit haben. Je nach Mitgliedstaat gelten dabei andere Anforderungen, welche Informationen für die Gültigkeitsprüfung notwendig sind. So müssen Österreicher zur Unterzeichnung einer Bürgerinitiative die Nummer ihres Reisepasses oder Personalausweises angeben, während in Deutschland nach anfänglichen Überlegungen schließlich darauf verzichtet wurde. Alle Unterzeichner müssen Unionsbürger sein und das erforderliche Alter für das aktive Wahlrecht bei Wahlen zum Europäischen Parlament besitzen. Aufgrund der Zeit bis zum Vorliegen der Prüfungsergebnisse weichen die Zahlen, die auf den Internetseiten der jeweiligen Initiativen veröffentlicht werden, oft von statistischen Angaben, die auf andere Weise gewonnen wurden, ab.

### Anhörung und Stellungnahme der Kommission
Über eine Europäische Bürgerinitiative, die die erforderliche Million Unterstützungserklärungen aus mindestens einem Viertel der Mitgliedstaaten gesammelt hat, wird im EU-Parlament eine Anhörung stattfinden, an der auch die Kommission teilnehmen muss. Am Ende des Verfahrens erstellt die Kommission innerhalb von drei Monaten eine rechtliche und eine politische Stellungnahme und entscheidet, ob ein neuer Gesetzesvorschlag gemacht werden kann und begründet ihre Entscheidung öffentlich. Eine irgendwie geartete Verpflichtung der Kommission, die Bürgerinitiative umzusetzen besteht allerdings nicht.

## Die Europäische Bürgerinitiative in der Praxis

### Startschwierigkeiten
Im Zusammenhang mit dem Online-Sammelsystem kam es in den ersten Monaten nach Einführung der Europäischen Bürgerinitiative zu einer Reihe von Problemen. So erwies sich die von der Kommission zu diesem Zweck entwickelte Software als nicht ausgereift und fehlerbehaftet. Zugleich stellten die strengen, an der Norm ISO/IEC 27001 ausgerichteten Vorgaben für den Betrieb eines Servers für das Online-Sammelsystem die Initiativen in vielen Ländern vor große Probleme, da sich kein privater Anbieter fand, der diese Norm hätte erfüllen können bzw. die Kosten für den Serverbetrieb jeden vertretbaren Rahmen sprengten. Als Reaktion auf diese Schwierigkeiten gewährte die Kommission allen bis Ende August 2012 eingegangenen Initiativen eine außerordentliche Verlängerung der Sammlungsfrist bis zum 1. November 2013. Zudem richtete die Kommission eigene zertifizierte Server in Luxemburg ein, die von den Initiativen bis auf weiteres kostenfrei für das Hosting des Online-Sammelsystems genutzt werden können.

### Erste Bürgerinitiativen
Die erste zugelassene Europäische Bürgerinitiative ist „Fraternité 2020“ und wurde von der Kommission am symbolträchtigen Europatag (9. Mai 2012) offiziell registriert. Der Status als erste Bürgerinitiative überhaupt wurde dabei bereits tags zuvor vom Vizepräsidenten der Kommission Maroš Šefčovič über seinen Twitter-Account bekannt gegeben. Am 9. Mai folgte dann die offizielle Eintragung von Fraternité 2020 in die Kommissionsdatenbank unter der Nummer ECI(2012)000001. Die erste von der EU-Kommission zurückgewiesene Bürgerinitiative war am 30. Mai 2012 „My voice against nuclear power“, die einen europaweiten Atomausstieg erwirken wollte.
Die Petition „Wasser ist ein Menschenrecht!“ war die erste Bürgerinitiative, die nach eigenen Angaben Mitte September 2013 mit schlussendlich 1.659.543 anerkannten Unterzeichnern das geforderte Quorum erreichte. Am 2. November 2013 endete offiziell die Sammelfrist für insgesamt sieben der im Jahre 2012 eingereichten Bürgerinitiativen.
Die Petition „Einer von uns“ ist die Bürgerinitiative, die mit 1.721.626 Unterzeichnern die bisher größte Anzahl von anerkannten Unterschriften einbrachte. Allerdings hat die Bürgerinitiative gegen die Investitionsschutzabkommen TTIP und CETA mit über drei Millionen Unterschriften noch wesentlich mehr Unterstützung erfahren, obwohl sie von der EU-Kommission nicht zugelassen wurde. Diese Entscheidung hat das Gericht der EU für nichtig erklärt.
Der aktuelle Stand aller zur Registrierung eingereichten europäischen Bürgerinitiativen kann auf einem zentralen Portal der Kommission eingesehen werden.

## Kritik
Die Einführung der Europäischen Bürgerinitiative wurde im Grundsatz positiv aufgenommen. Der deutsche Verein Mehr Demokratie begrüßte „das erste transnationale Instrument direkter Demokratie“ und die Europa-Union Deutschland bezeichnete die Europäische Bürgerinitiative als eine große Chance für das europäische Einigungsprojekt und setzt darauf, „dass das gemeinsame grenzüberschreitende Agieren der Bürgerinnen und Bürger längerfristig dazu beitragen wird, die Entwicklung einer europäischen Öffentlichkeit zu befördern“. In ähnlicher Form äußerten sich die Fraktionen im Europäischen Parlament.
Der wichtigste Kritikpunkt an der konkreten Umsetzung der Europäischen Bürgerinitiative zielt auf den Umstand, dass in einer ganzen Reihe von Mitgliedstaaten, darunter auch Österreich, zur Unterstützung einer Bürgerinitiative zwingend die Reisepass- oder Personalausweisnummer angegeben werden muss. Dies schaffe bürokratische Mehraufwände, sei diskriminierend, uneuropäisch, beteiligungsverhindernd und für die Feststellung der Zulässigkeit einer Unterstützungsbekundung nicht zwingend notwendig. Dies werde schon dadurch offenkundig, dass in einigen EU-Mitgliedstaaten, beispielsweise Deutschland, Belgien, Niederlande, Dänemark und Finnland, die Unterstützung einer Bürgerinitiative ohne diese Angabe möglich sei. Der Europaabgeordnete und Berichterstatter zur Revision der Europäischen Bürgerinitiative schlägt hierfür die Errichtung eines freiwilligen europäischen Wahlregisters vor, welches für die Unterstützungsbekundung nur Name, Nationalität, Geburtsdatum und Geburtsort erfordert.
Die Kampagnenorganisation Avaaz kritisierte weiterhin, dass die Sammlungsfrist mit zwölf Monaten zu kurz sei und zudem das geforderte Quorum für eine Mindestzahl an Unterschriften aus einem Viertel der Mitgliedstaaten zu hoch. In einer Online-Petition forderte sie eine Frist von 18 Monaten und eine Absenkung des Quorums auf ein Fünftel der Mitgliedstaaten (statt derzeit sieben wären dies nur fünf). Die deutsche Partei Die Linke forderte, dass eine Unterzeichnung von Europäischen Bürgerinitiativen bereits ab 16 Jahren möglich und auch den in der EU lebenden Menschen ohne Unionsstaatsbürgerschaft offenstehen sollte.
Der Verein Mehr Demokratie kritisiert grundsätzlicher, dass die Europäische Bürgerinitiative derzeit kaum mehr als eine Aufforderung an die Europäische Kommission sei. Die für 2015 vorgesehene Evaluation der Bürgerinitiative gelte es zu nutzen, um diese zu einem echten direktdemokratischen Initiativverfahren auszubauen.
Das ECI Support Centre, eine gemeinsame Initiative von Democracy International, European Citizen Action Service und Initiative and Referendum Institute Europe, hat eine ‘App’ für Android Smartphones entwickelt, die über die neuesten Europäischen Bürgerinitiativen informiert. Das Centre empfiehlt der Europäischen Kommission eine öffentlich-rechtliche EBI-App zu entwickeln, die mobiles Unterschreiben ermöglicht und die Europäische Bürgerinitiative bekannter macht.
Der Europäische Wirtschafts- und Sozialausschuss kritisierte im März 2024, dass die Europäische Bürgerinitiative hinter ihren Möglichkeiten zurückbleibe. Das Instrument habe sich, so Bruno Kaufmann von Democracy International e. V. erfolgreich etabliert, es sei „komplex und umfassend angelegt, digital, direktdemokratisch, transnational, mit einer entsprechenden Infrastruktur ausgestattet und wird intensiv genutzt.“ Es müsse jedoch weiterentwickelt werden, so dass einerseits konkrete Rechtsvorschriften vorgeschlagenen und zum anderen mit der Bürgerinitiative direktdemokratische Abstimmungen auf europäischer Ebene angestoßen werden könnten.

### Rechtliche Grundlagen
1. ↑  Entschließung des Europäischen Parlaments vom 7. Mai 2009 mit der Aufforderung an die Kommission zur Unterbreitung eines Vorschlags für eine Verordnung des Europäischen Parlaments und des Rates zur Umsetzung der Bürgerinitiative (2008/2169(INI)). 2008/2169(INI). Europäisches Parlament, 7. Mai 2009, abgerufen am 19. März 2013.
2. ↑  Grünbuch zur Europäischen Bürgerinitiative. (PDF; 68 kB) KOM (2009) 622 endgültig. Kommission der Europäischen Gemeinschaften, 11. November 2009, abgerufen am 18. März 2013.
3. ↑  Öffentliche Konsultation zur europäischen Bürgerinitiative. Europäische Kommission, 3. Februar 2012, abgerufen am 19. März 2013.
4. ↑  Vorschlag für eine Verordnung des Europäischen Parlaments und des Rates über die Bürgerinitiative. (PDF; 117 kB) KOM (2010) 119 endgültig. Europäische Kommission, 31. März 2010, abgerufen am 18. März 2013.
5. ↑  Allgemeine Ausrichtung zu einer Verordnung des Europäischen Parlaments und des Rates über die Bürgerinitiative. (PDF; 319 kB) 10626/10. Rat der Europäischen Union, 7. Juni 2010, abgerufen am 18. März 2013.
6. ↑  Legislative Entschließung des Europäischen Parlaments vom 15. Dezember 2010 zu dem Vorschlag für eine Verordnung des Europäischen Parlaments und des Rates über die Bürgerinitiative (KOM(2010)0119 – C7-0089/2010 – 2010/0074(COD)). 2010/0074(COD). Europäisches Parlament, 15. Dezember 2010, abgerufen am 19. März 2013.
7. ↑  Durchführungsverordnung (EU) Nr. 1179/2011 der Kommission vom 17. November 2011 zur Festlegung der technischen Spezifikationen für Online-Sammelsysteme gemäß der Verordnung (EU) Nr. 211/2011 des Europäischen Parlaments und des Rates über die Bürgerinitiative, abgerufen am 18. März 2013
8. ↑  Gesetz zur Durchführung der Verordnung (EU) Nr. 211/2011 des Europäischen Parlaments und des Rates vom 16. Februar 2011 über die Bürgerinitiative (BGBl. 2012 I S. 446)
9. ↑  EBIG-Einführungsgesetz. Beschluss des Nationalrates (501/BNR). Österreichischer Nationalrat, 29. Februar 2012, abgerufen am 19. März 2013.
10. ↑  EBIG-Einführungsgesetz. (PDF; 58 kB) Beschluss des Bundesrates. Österreichischer Bundesrat, 15. März 2012, abgerufen am 20. März 2013.

### Veröffentlichungen der Europäischen Union
1. ↑  Europäische Bürgerinitiative (Presseinformation). MEMO/10/683. Europäische Kommission, 15. Dezember 2010, abgerufen am 19. März 2013.
2. ↑  Mitteilung an die Presse. (PDF; 230 kB) 6195/11. Rat der Europäischen Union, 14. Februar 2011, S. 13, abgerufen am 18. März 2013.
3. ↑  Übersicht der abgelehnten Registrierungsanträge von Bürgerinitiativen im amtlichen Register.
4. ↑  Eine Million Unterschriften reichen aus, um ein Gesetz zu verlangen (Presseinformation). Plenarsitzung in Straßburg vom 13. bis 16. Dezember 2010. Europäisches Parlament, Dezember 2010, archiviert vom Original am 14. März 2013; abgerufen am 21. März 2013.
5. ↑  Offizielle Informationen zur Einrichtung eines Online-Sammelsystems für eine Europäische Bürgerinitiative.
6. ↑  Commission offers own servers to help get first European citizens' initiatives off the ground. Pressemeldung. Europäische Kommission, Juli 2012, archiviert vom Original am 30. Dezember 2012; abgerufen am 23. März 2013 (englisch).
7. ↑  Grünes Licht für die erste Europäische Bürgerinitiative, die die Server der Kommission nutzt. Pressemeldung (IP/12/1160). Europäische Kommission, 26. Oktober 2012, abgerufen am 23. März 2013.
8. ↑  Eintrag der Initiative Fraternité 2020 im offiziellen Register.
9. ↑  Laufende Initiativen. Abgerufen am 23. August 2015. – 15. April 2020 nicht mehr abrufbar.

### Presseveröffentlichungen
1. ↑  Mehr Demokratie wagen – die Europäische Bürgerinitiative. Goethe Institut, Mai 2010, abgerufen am 21. März 2013.
2. ↑  EU-Kommission lehnt Bürgerinitiative gegen Atomkraft ab. EurActiv.de, 1. Juni 2012, abgerufen am 19. März 2013.
3. ↑  Lynn Gogolin: Europäische Bürgerinitiative – Fortschritt mit Mängeln. In: mehr-demokratie.de. 15. Dezember 2010, archiviert vom Original am 18. Juli 2013; abgerufen am 15. März 2025.
4. ↑  Europäische Bürgerinitiative: Eine große Chance für das Europäische Einigungsprojekt. Pressemeldung. Europa-Union Deutschland, 15. Dezember 2010, archiviert vom Original am 1. Februar 2015; abgerufen am 26. März 2013.
5. ↑  Regierungsentwurf zur Europäischen Bürgerinitiative: Beteiligungs-verhindernd, diskriminierend, un-europäisch, bürokratisch. In: mehr-demokratie.at. 10. Dezember 2011, archiviert vom Original am 10. November 2013; abgerufen am 15. März 2025.
6. ↑  Helmut Scholz (MdEP): Bürgerinitiative zu handhabbarem Instrument machen. Pressemeldung. Die Linke.im Europaparlament, 15. Dezember 2010, abgerufen am 26. März 2013.
7. ↑  Charlie Rutz: Europäische Bürgerinitiative: Ein erster Schritt. Interview mit Vorstandssprecher Dr. Michael Efler. Mehr Demokratie e. V., 1. April 2012, archiviert vom Original am 4. Juli 2015; abgerufen am 25. März 2013.

### Weitere Nachweise
1. ↑  Erwin Mayer: EBI – Chance oder Risiko (Folienvortrag). Wenn das Volk selbst entscheiden will. mehr demokratie!, 22. März 2012, archiviert vom Original am 7. Dezember 2014; abgerufen am 26. März 2013.
2. ↑  b-b-e.de: Newsletter für Engagement und Partizipation Nr. 1 vom 31.1.2019 (Memento vom 6. März 2019 im Internet Archive)
3. ↑  https://act.wemove.eu/campaigns/ebi-reform
4. ↑  Europäisches Parlament und Europäischer Rat: Verordnung (EU) 2019/788 des Europäischen Parlaments und Rates vom 17. April 2019 über die Europäische Bürgerinitiative. Abgerufen am 9. Oktober 2024.
5. ↑  European Commission: Report from the Commission to the European Parliament and the Council on the application of Regulation (EU) 2019/788 on the European citizens’ initiative. Brüssel 6. Dezember 2023 (englisch, europa.eu [PDF]).
6. ↑  Härtel, Ines (2006): Handbuch europäische Rechtsetzung. Berlin: Springer Verlag. S. 352
7. ↑  Diana Wallis, Severine Picard: The Citizens‘ Right of Initiative in the European Constitution: A Second Chance for Democracy? Erschienen beim EU Monitoring and Advocacy Program des Open Society Instituts. In: euromap.org. Ehemals im Original (nicht mehr online verfügbar); abgerufen am 24. April 2014 (englisch). (Seite nicht mehr abrufbar. Suche in Webarchiven)
8. ↑  https://europa.eu/citizens-initiative/faq_en#Getting-an-answer. Siehe auch: https://europa.eu/citizens-initiative/how-it-works_en, unter „6. Get an answer“.
9. ↑  Streinz, Rudolf / Ohler, Christoph / Herrmann, Christoph (2008): Der Vertrag von Lissabon zur Reform der EU. München: C.H. Beck. S. 66f.
10. ↑  Siehe hierzu: Cuesta, Victor (2003): The Future of the European Citizen Initiative, in: Kaufmann, Bruno / Lammassoure, Alain / Meyer, Jürgen (2004): Transnational Democracy in the Making. Amsterdam: Initiative & Referendum Institute Europe. S. 72ff. Sowie: Calliess, Christian / Ruffert, Matthias (2007): Verfassung der Europäischen Union. Kommentar der Grundlagenbestimmung Teil I. München: C.H. Beck. S. 83f.
11. 1 2  Verordnung des Europäischen Parlaments und des Rates über die Bürgerinitiative abgerufen am 19. Februar 2021.
12. ↑  fraternite2020.eu: Fraternité 2020 – Allgemeiner Überblick (Memento vom 18. Dezember 2012 im Internet Archive)
13. ↑  Tweet von Maroš Šefčovič zur Zulassung von Fraternité 2020.
14. ↑  Die Europäische Bürgerinitiative – Amtliches Register: Wasser und sanitäre Grundversorgung sind ein Menschenrecht! Wasser ist ein öffentliches Gut und keine Handelsware! EU-Kommission, 12. März 2015, archiviert vom Original am 11. Mai 2015; abgerufen am 3. Mai 2015.
15. ↑  1.857.605 Unterschriften an die nationalen Behörden übergeben. right2water.eu, 23. Oktober 2013, archiviert vom Original am 11. November 2013; abgerufen am 11. November 2013.
16. ↑  Die Europäische Bürgerinitiative – Amtliches Register: EINER VON UNS. EU-Kommission, 12. März 2015, archiviert vom Original am 8. Mai 2015; abgerufen am 3. Mai 2015.
17. ↑  Stefan Krempl: EU-Gericht rehabilitiert die Bürgerinitiative gegen TTIP und CETA. In: heise.de. 11. Mai 2017, abgerufen am 3. Februar 2024.
18. ↑  Kampagnenwebseite (Memento vom 10. November 2013 im Internet Archive) „EU: Zeit für mehr Bürgerbeteiligung“ von Avaaz.
19. ↑  http://www.democracy-international.org/european-citizens-initiative-reform | abruf=2015-02-28
20. ↑  Bruno Kaufmann: In der Europäischen Bürgerinitiative steckt viel mehr, als man glauben könnte! In: EWSA info. The European Economic and Social Committee, März 2024, abgerufen am 11. Oktober 2024.